# Teatro Imperio
El Teatro Imperio, también conocido como Cine Imperio, es un edificio patrimonial de comienzos del siglo XX de la ciudad chilena de Valparaíso, ciudad declarada por la Unesco como Patrimonio Cultural de la Humanidad en 2003. El teatro fue inaugurado el 15 de septiembre de 1922 y se convirtió en su época en un destacado paseo para los habitantes y visitantes de Valparaíso, tanto por sus comodidades como por sus bellas líneas arquitectónicas.

## Historia

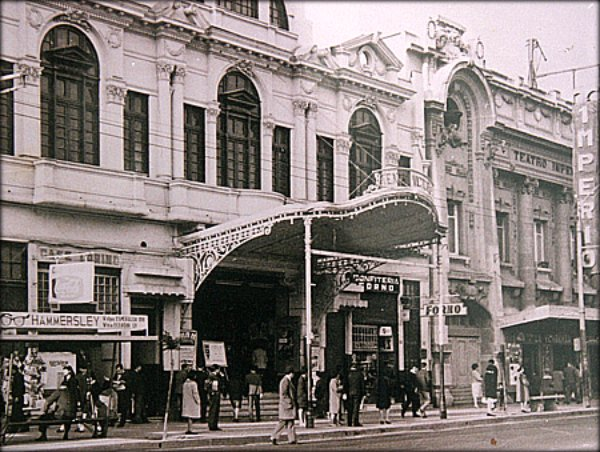
Fotografía antigua de los teatros Victoria e Imperio

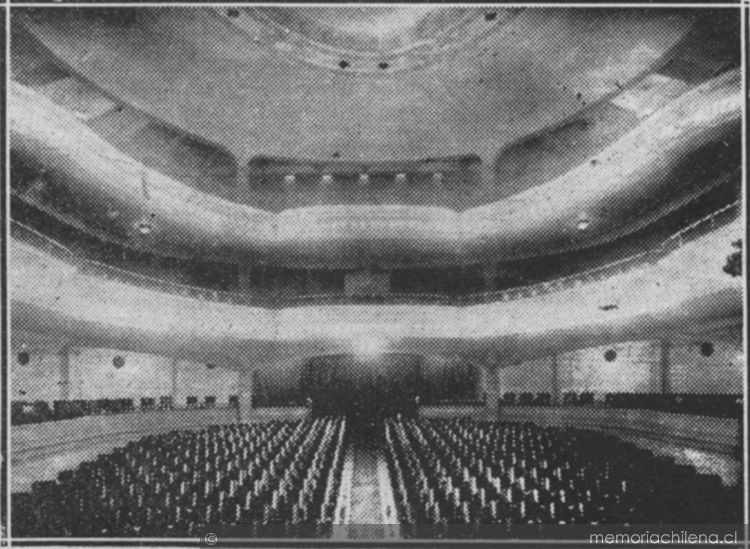
Interior del teatro en 1922

Este teatro, construido en 1922 por el arquitecto Ernesto Urquieta (constructor de múltiples edificios en la ciudad, entre ellos el Edificio ex Intendencia, actual Edificio Armada de Chile), fue erigido en el mismo solar de calle avenida Pedro Montt donde se emplazaba el antiguo Teatro Apolo de Valparaíso, el cual resultó destruido por un incendio en 1921. 
Su nombre hace alusión al Imperio Romano, y toda su decoración estaba asociada a los circos de la Roma clásica: sus lámparas eran escudos de gladiadores, las decoraciones de los palcos águilas imperiales y el motivo principal sobre la boca del escenario representaba una carrera de carros o cuadrigas en la arena de un coliseo.
Operó como sala de teatro hasta fines de la década de 1980, siendo posteriormente declarado Patrimonio Nacional por el Estado chileno. Pese a sus usos posteriores conservó intacta su fachada y parte de su decoración interior original hasta sus últimos días, en 2012.

## Últimos años
Pese a ser declarado Patrimonio Nacional de Chile, a partir de 2002 su dueño, Manuel Uriarte, gestionó la instalación de una feria de artesanía porteña al interior del teatro y cambió el rumbo de sus funciones.[cita requerida] Esta feria comercial estuvo activa hasta el 17 de septiembre de 2012, dado que a las 20:00 de ese día se inició por causas desconocidas un incendio que arrasó con gran parte de las instalaciones e infraestructura del teatro, incluyendo los 85 locales comerciales.
Pese a la magnitud del siniestro, su fachada permanece sin grandes daños y sirve de testimonio de su gran valor arquitectónico.